# 骑野马

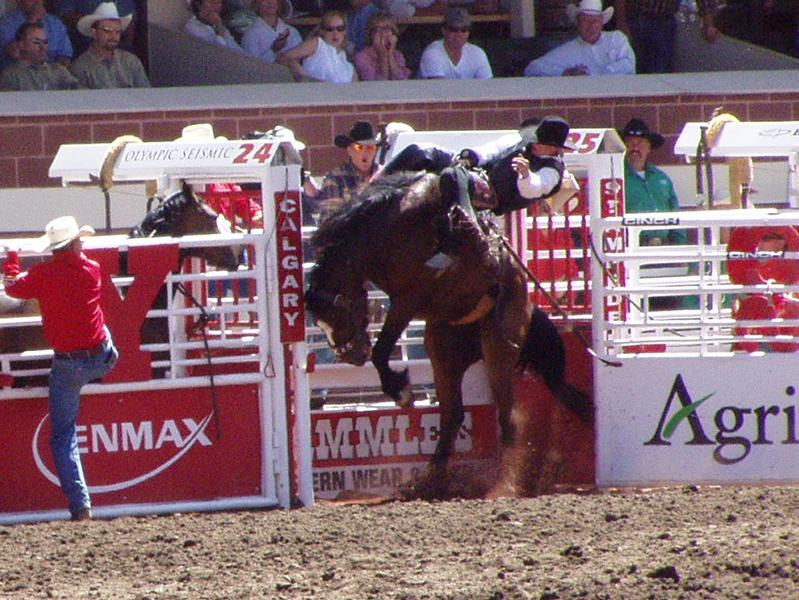
卡加利牛仔節上的骑野马活動

骑野马是一项牛仔競技比赛。参赛者需要骑上一匹正在猛烈挣扎的马，馬會試圖將騎手甩到地上，而騎手則要克服马匹的劇烈震動並成功騎在馬上。牧场的牛仔以前驯马時就是如此，後來人們將驯马发展为竞技项目。骑野马時騎手所要騎的马匹通常强壮、灵活而且擅长蹦跳。